# Чимавила (Тревизо)
Чимавила је насеље у Италији у округу Тревизо, региону Венето.
Према процени из 2011. у насељу је живело 408 становника. Насеље се налази на надморској висини од 29 м.